# Bisdom Trois-Rivières
Het bisdom Trois-Rivières (Latijn: Dioecesis Trifluvianensis in Canada) is een rooms-katholiek bisdom met als zetel Trois-Rivières, in Canada. Het bisdom is suffragaan aan het aartsbisdom Québec. 

## Geschiedenis
Het bisdom werd opgericht op 8 juni 1852, uit delen van het aartsbisdom Québec en het bisdom Montréal.  

## Parochies
Het bisdom had in 2020 een oppervlakte van 34.956 km2 en telde 237.165 inwoners waarvan 97,3% rooms-katholiek was.

## Bisschoppen
- Thomas Cooke (8 juni 1852 - 30 april 1870)
- Louis-François Richer dit Laflèche (30 april 1870 - 14 juli 1898; coadjutor sinds 23 november 1866)
- François-Xavier Cloutier (8 mei 1899 - 18 september 1934)
- Alfred-Odilon Comtois (22 december 1934 - 26 augustus 1945; hulpbisschop sinds 26 februari 1926)
- Maurice Roy (22 februari 1946 - 2 juni 1947)
- Georges Léon Pelletier (26 juli 1947 - 30 oktober 1975)
- Laurent Noël (8 november 1975 - 21 november 1996)
- Martin Veillette (21 november 1996 - 2 februari 2012; hulpbisschop sinds 17 oktober 1986)
- Joseph-Luc-André Bouchard (2 februari 2012 - 25 januari 2021)
  - Pierre Olivier Tremblay (hulpbisschop: 21 mei 2018 - 24 juni 2022)
- Martin Laliberté (14 maart 2022 - heden)

## Galerij van afbeeldingen

Wapen van het bisdom Trois-Rivières
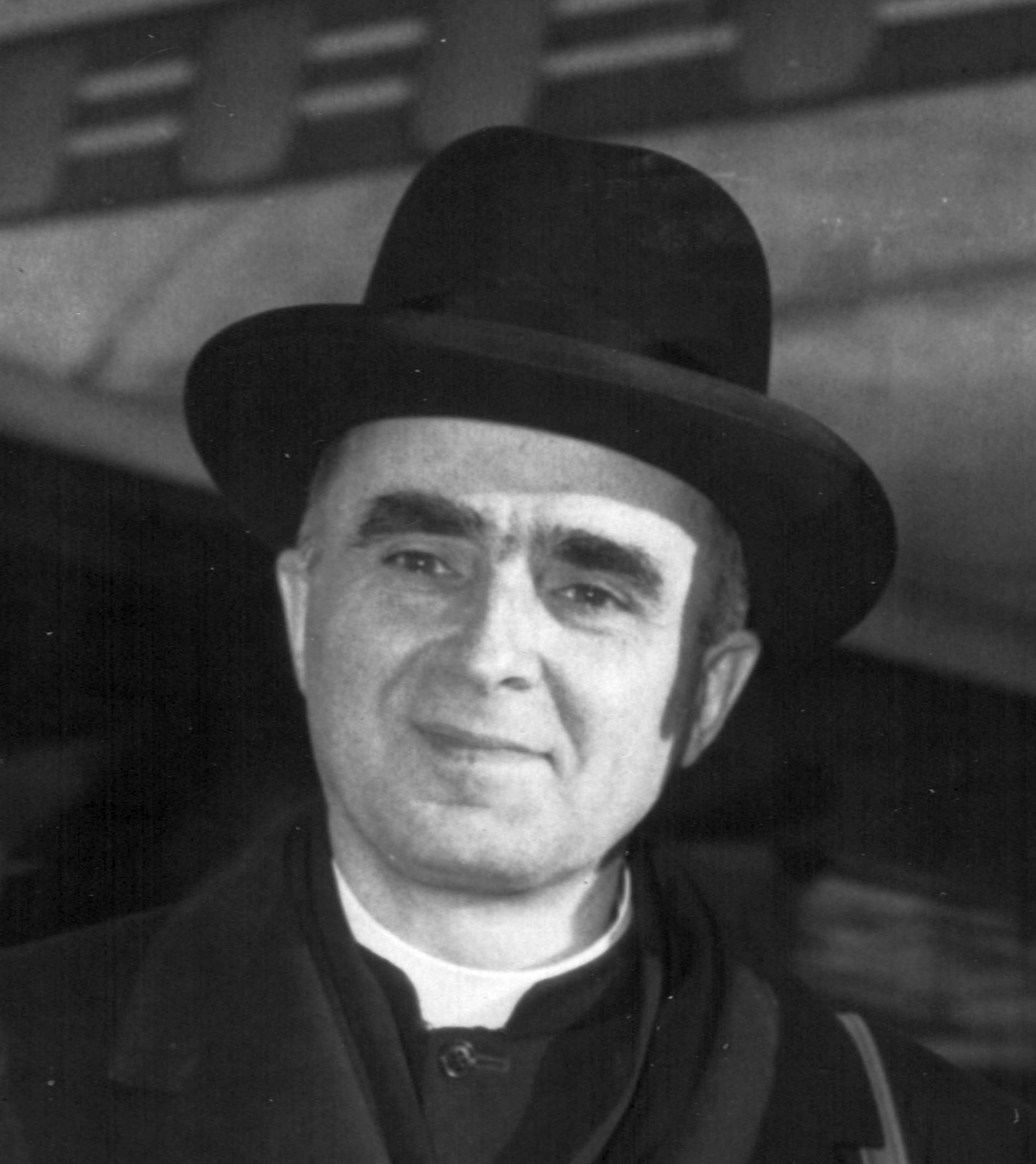
Bisschop Maurice Roy in 1956. Hij was bisschop van Trois-Rivières van 1946 tot 1947, en werd later kardinaal gecreëerd.

Québec (aartsbisdom) · Chicoutimi · Sainte-Anne-de-la-Pocatière · Trois-Rivières